# Ochropleura atlantivolans
Ochropleura atlantivolans är en fjärilsart som beskrevs av Leo Schwingenschuss 1955. Ochropleura atlantivolans ingår i släktet Ochropleura och familjen nattflyn. Inga underarter finns listade i Catalogue of Life.